# Filme de esportes

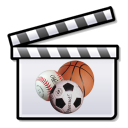

Um filme de esportes é um gênero cinematográfico que usa o esporte como tema do filme. É uma produção em que um esporte, evento esportivo, atleta (e seu esporte) ou seguidor do esporte (e o esporte que eles seguem) são destaques e que dependem do esporte em um grau significativo para sua motivação ou resolução de enredo. Apesar disso, o esporte raramente é a preocupação central de tais filmes e o esporte desempenha principalmente um papel alegórico. Além disso, os fãs de esportes não são necessariamente o público-alvo desses filmes, mas os fãs de esportes tendem a ter um grande número de seguidores ou respeito por esses filmes.
O roteirista e acadêmico Eric R. Williams identifica os filmes esportivos como um dos onze "supergêneros" na sua taxonomia de roteiristas, alegando que todos os filmes narrativos de longa-metragem podem ser classificados por esses supergêneros. Os outros dez gêneros que ele define como "supergêneros" são ação, crime, fantasia, terror, romance, ficção científica, slice of life, thriller, guerra e western.

## Subgêneros

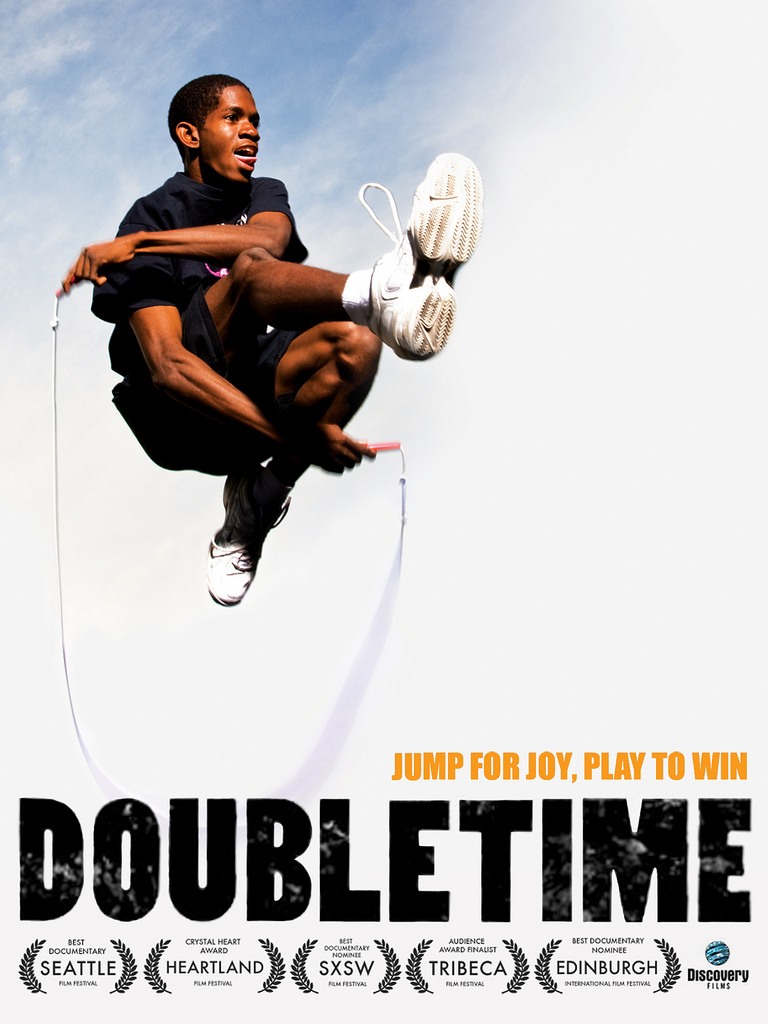
Cartaz do filme Doubletime sobre pular corda.

Várias subcategorias de filmes esportivos podem ser identificadas, embora as delimitações entre esses subgêneros, tanto quanto em ação ao vivo, sejam um tanto fluidas.
Os subgêneros esportivos mais comuns retratados em filmes são o drama esportivo e a comédia esportiva. Ambas as categorias geralmente empregam configurações de playground, partidas, criaturas de jogos e outros elementos comumente associados a histórias biológicas.
Filmes de esportes tendem a apresentar um mundo esportivo mais desenvolvido e também podem ser mais orientados para o jogador ou tematicamente complexos. Muitas vezes, eles apresentam um herói de origem de aventura e uma clara distinção entre derrota e vitória em uma luta de tempo de jogo.

### Comédia esportiva
A comédia esportiva combina o gênero de filmes esportivos com elementos de filmes de comédia. Tematicamente, a história é muitas vezes de "Nossa Equipe" versus "Sua Equipe"; sua equipe sempre tentará vencer, e nossa equipe mostrará ao mundo que eles merecem reconhecimento ou redenção; a história nem sempre tem que envolver uma equipe.

### Drama esportivo
No gênero esportivo, os personagens praticam esportes. Tematicamente, a história é muitas vezes de "Nossa Equipe" versus "Sua Equipe"; uma equipe sempre tentará vencer e outra equipe mostrará ao mundo que merece reconhecimento ou redenção, embora a história nem sempre envolva uma equipe. A história também pode ser sobre um atleta individual ou a história pode se concentrar em um indivíduo jogando em um time. Exemplos deste gênero/tipo incluem: Corpo e Alma (1947), The Hustler (1961), Rocky (1976), Hoosiers (1986), Duelo de Titãs (2000), Moneyball (2011), Ford v Ferrari (2019) e a trilogia Goal!.